# Calochortus palmeri
Calochortus palmeri är en liljeväxtart som beskrevs av Sereno Watson. Calochortus palmeri ingår i släktet Calochortus och familjen liljeväxter.
Artens utbredningsområde är Kalifornien.

## Underarter
Arten delas in i följande underarter:
- C. p. munzii
- C. p. palmeri

## Bildgalleri

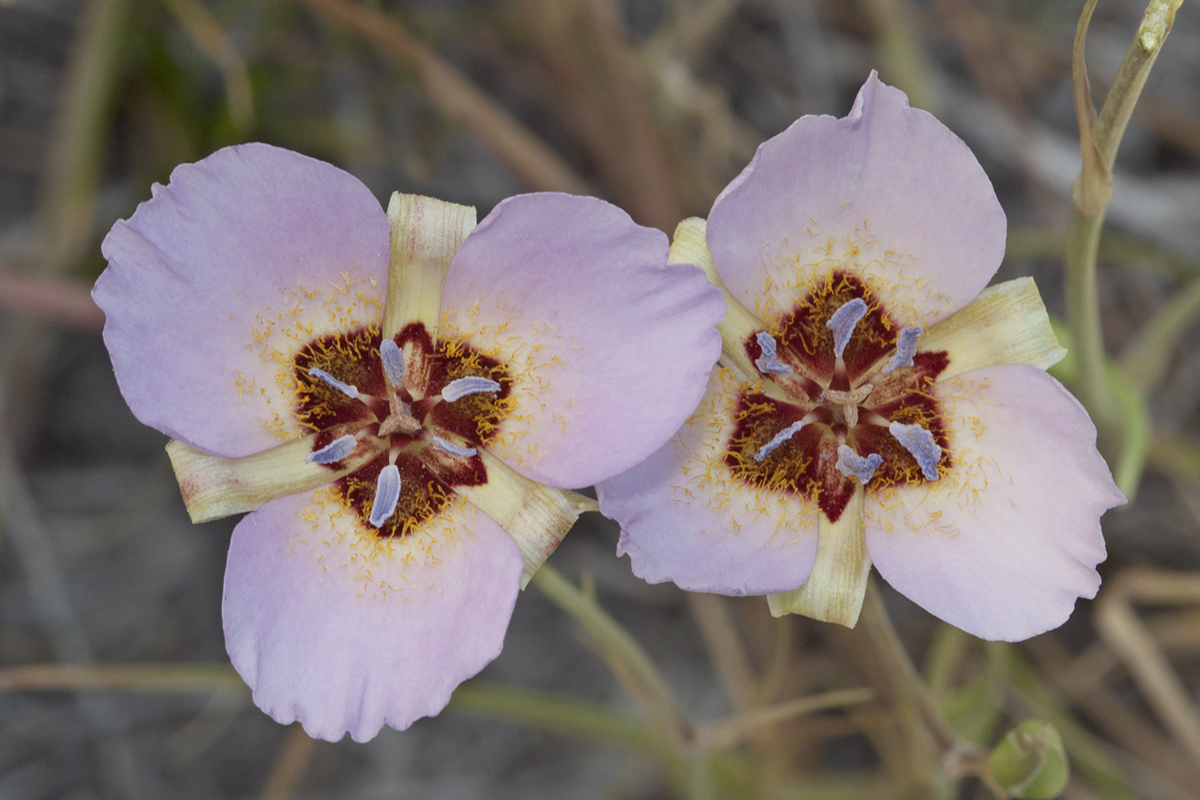
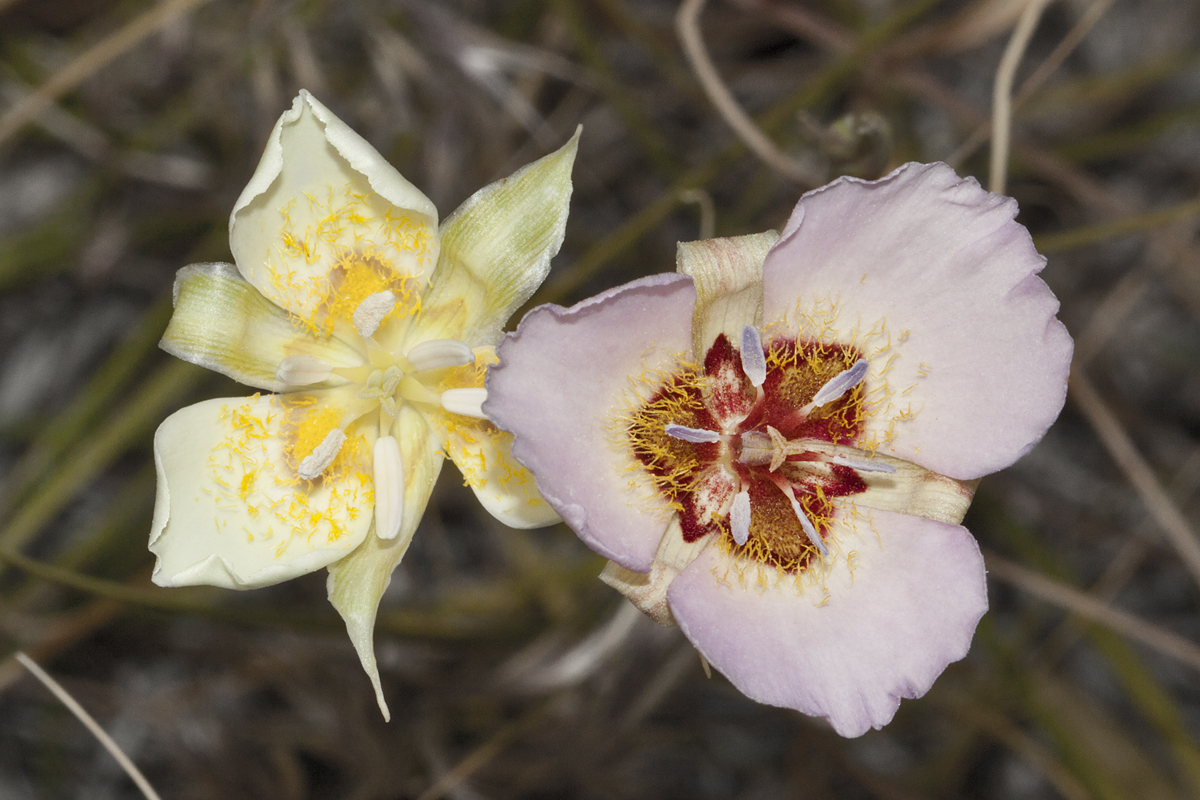
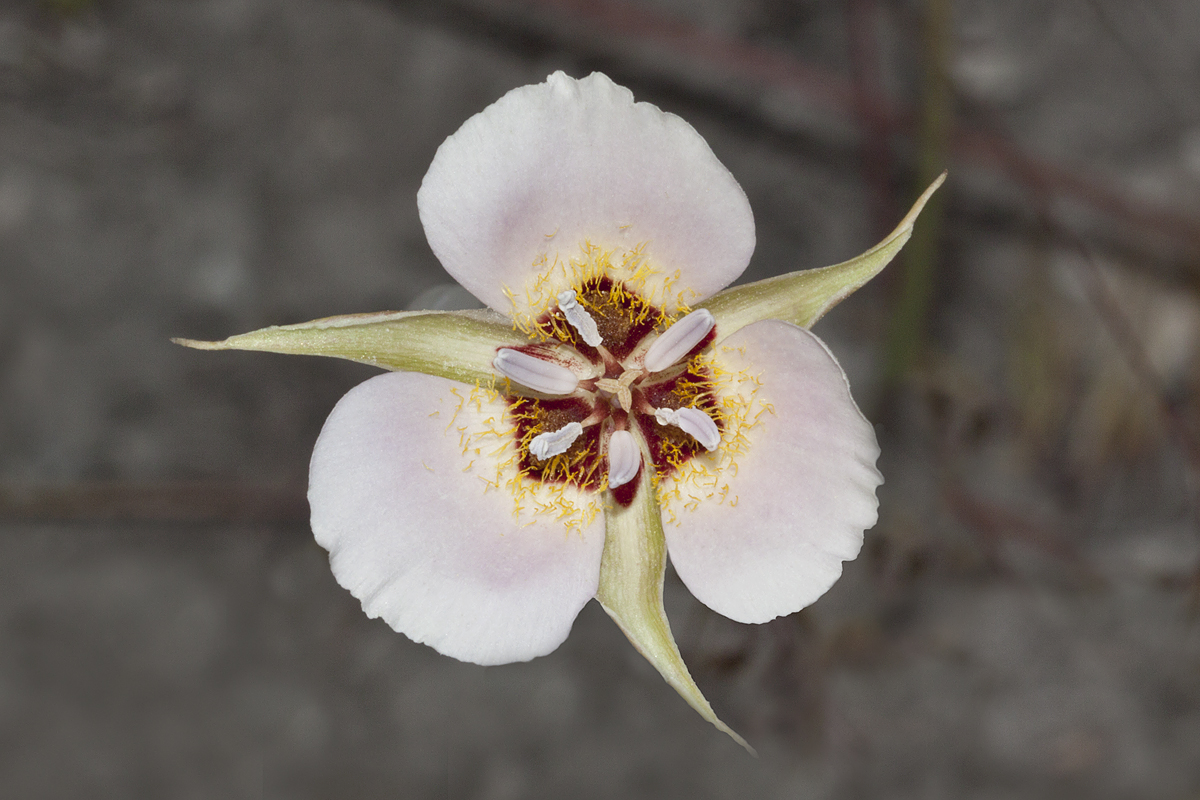
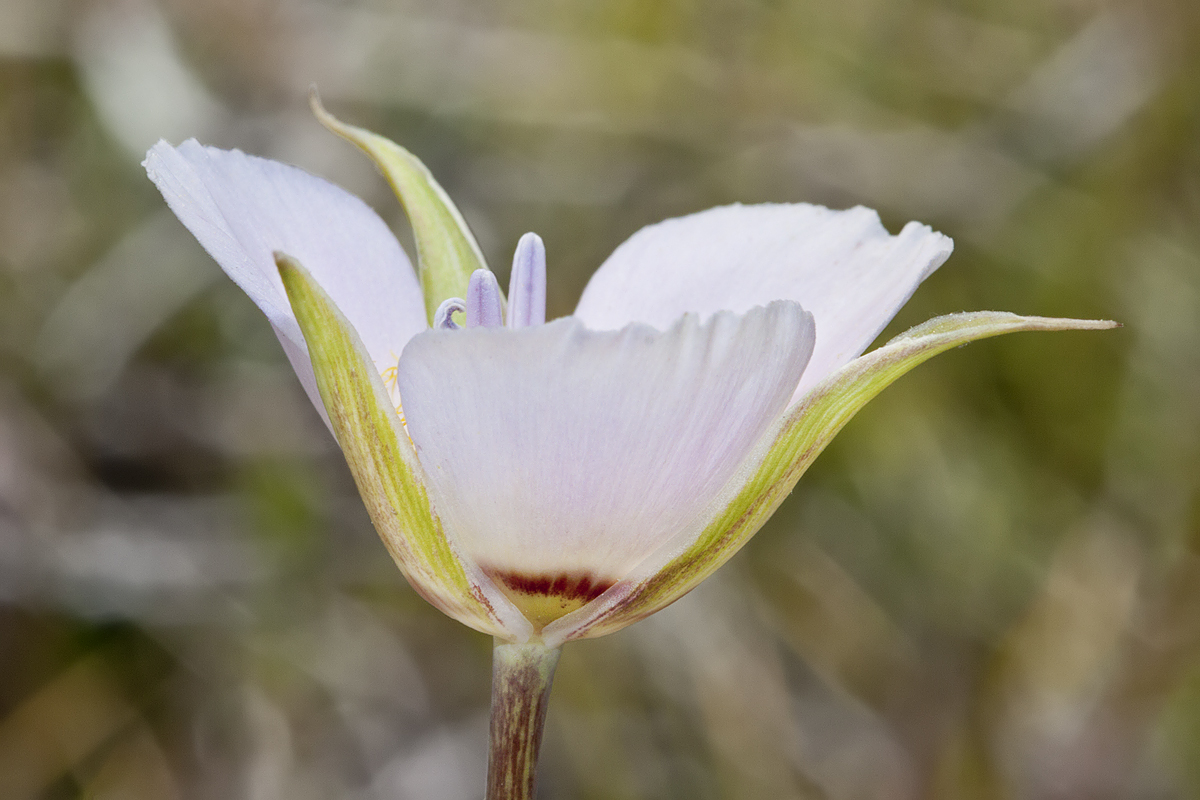